# Шантеклер Кельха
Яйцо́-часы́ «Шантекле́р Ке́льха» — ювелирное яйцо, последнее из семи пасхальных яиц Кельха, изготовленных фирмой Карла Фаберже для русского предпринимателя Александра Фердинандовича Кельха мастером Михаилом Евлампиевичем Перхиным на протяжении 1898—1904 годов. Яйцо «Шантеклер Кельха» было создано по заказу Кельха в 1904 году, в качестве подарка его жене Варваре Кельх-Базановой на Пасху. Хранится Фондом Виктора Вексельберга «Связь времён».
В настоящее время ювелирное яйцо находится в постоянной экспозиции Музея Фаберже в Санкт-Петербурге, расположенном во дворце Нарышкиных-Шуваловых.

## Описание
Ювелирное яйцо-часы «Шантеклер» (фр. chanticleer — шантекле́р или петух) является одним из нескольких пасхальных яиц, изготовленных мастером Михаилом Перхиным фирмы Карла Фаберже, с использованием механизма заводной певчей птички. Данное изделие практически повторяет яйцо-часы «Петушок» из серии императорских пасхальных яиц Фаберже и «Яйцо-часы Ротшильда». Тем не менее, по сравнению с другими пасхальными яйцами, «Шантеклер» обладает более сложным механизмом и является одним из самых крупных пасхальных яиц, выполненных фирмой Фаберже. На изделии проставлено клеймо: подпись по-русски Якова Ляпунова (1899—1904), 59 стандарт золота 14-карат. Долгое время яйцо-часы «Шантеклер» относили к серии императорских пасхальных яиц.
Ювелирное пасхальное яйцо-часы изготовлено из жёлтого, зелёного и красного золота, украшено алмазами, прозрачной светло-голубой и бело-зелёной эмалью, серебром, опоясано фризом, выложенным из жемчуга. В эмалированное прозрачной синей эмалью пасхальное яйцо вмонтированы часы. Белый циферблат обрамлён кольцом из жемчуга, расписан замкнутым, огибающим каждую цифру красно-зелёным орнаментом в виде гирлянд листвы и ягод. Открывающаяся вершина ювелирного яйца выполнена из розового золота, а под ней спрятан сюрприз: механический, ярко эмалированный золотой петушок (шантеклер), украшенный алмазами. На тыльной стороне ювелирного яйца-часов расположена ажурная круглая дверца, открывающая путь к сложному часовому механизму.

## Сюрприз
На вершине яйца плоская, ажурно орнаментированная, розетка скрывает сюрприз — механического золотого эмалированного петушка (шантеклера), усыпанного алмазами. С наступлением каждого нового часа верхушка откидывается, из-под верхней ажурной крышки изделия особый механизм поднимает механического петушка, способного взмахивать крыльями, открывать клюв и петь. Движение обеспечивается заводным механизмом.

## Владельцы
Подарок Александра Кельха супруге Варваре Петровне на Пасху 1904 года. Подражая императору Николаю II, Александр Фердинандович дарил на Пасху своей супруге ювелирные яйца Фаберже. Средства на подарок, однако, шли из её приданого — Варвара Петровна была наследницей колоссального состояния семьи сибирских золотопромышленников, тогда как её супруг происходил из небогатого дворянского рода. В 1904-м Варвара Петровна эмигрировала в Париж, а спустя пять лет развод был оформлен официально. С 1905-го добыча на семейных приисках снижалась и состояние Кельха постепенно истощилось. Коллекцию из семи яиц Варвара Петровна вывезла с собой во Францию.
В 1920 яйцо-часы «Шантеклер Кельха» — одно из 6 пасхальных яиц коллекции Кельх, проданных в Париже Ла Вииль Русси. В 1928 продано неизвестному покупателю из Соединенных Штатов. С 1949 года принадлежало доктору Морису Сандозу (Швейцария). В 1958 собрание покойного доктора Сандоза, приобретено Ла Вииль Русси (Нью-Йорк). На протяжении 1960—1966 годов яйцо-часы входило в собрание Ландселл K. Кристи (Нью-Йорк). С 1966 года — коллекция Форбса (Нью-Йорк). В 2004 году выставлено на аукцион Сотбис, Нью-Йорк, где приобретено Виктором Вексельбергом (Москва), хранится Фондом Виктора Вексельберга «Связь времён», Москва.